# The Flamingo Kid
The Flamingo Kid es una película cómica de 1984 dirigida por Garry Marshall y escrita por Marshall, Neal Marshall y Bo Goldman. Está protagonizada por Matt Dillon, Richard Crenna, Héctor Elizondo y Janet Jones. La película se centra en un chico de clase trabajadora que consigue un trabajo durante el verano en un centro turístico donde aprende valiosas cosas acerca de la vida.
Fue la primera película en recibir la clasificación PG-13, y fue la tercera en ser lanzada después de Red Dawn y Dreamscape.

## Argumento
En el verano de 1963, Jeffrey Willis (Matt Dillon) es contratado en un exclusivo centro vacacional de Long Island, The Flamingo. Jefferey es un chico de una familia de clase media de Brooklyn y su padre (Elizondo) no le da su aprobación para trabajar en ese club privado.
Su mentor en el club es el actual campeón de Gin Rummy, Phil Brody (Crenna).

## Reparto
- Matt Dillon - Jeffrey Willis
- Héctor Elizondo - Arthur Willis
- Richard Crenna - Phil Brody
- Janet Jones - Carla Samson
- Jessica Walter - Phyllis Brody
- Fisher Stevens - Hawk Ganz
- Bronson Pinchot - Alfred Shultz
- Marisa Tomei - Mandy
- Steven Weber - Paul Hirsch
- Martha Gehman - Nikki Willis
- John Turturro - Ted from Pinky's